# George C. Shedd
George C. Shedd, nato George Clifford Shedd (Ashland, 1877 – 8 gennaio 1937), è stato uno scrittore statunitense.
Scrittore del primo Novecento, era nato in Nebraska, figlio di Hibbard Houston Shedd e di Katherine Leigh Graves Shedd. Alcuni dei suoi romanzi vennero adattati per lo schermo. Uno di questi, The Incorrigible Dukane, fu interpretato, nel 1915, da John Barrymore. Laureato all'Università del Nebraska, nel 1921 sposò Alice Nelson.

## Filmografia
- The Incorrigible Dukane, regia di James Durkin (1915)
- Cold Steel, regia di Sherwood MacDonald (1921)